# Balladen om det salta havet
Balladen om det salta havet (italienska : Una ballata del mare salato) är ett seriealbum av Hugo Pratt och den första historien där hans mest kända figur Corto Maltese dyker upp. Serien publicerades kapitelvis i den italienska månadsserietidningen Sgt. Kirk från 1967 till 1969. Den kom ut i italienskt album 1972 och på franska 1975. Albumet belönade 1976 med priset Fauve d'Or vid Seriefestivalen i Angoulême. 1985 trycktes albumet på svenska. Historien är en äventyrsroman, med pirater, söderhavsriter, mysterier, skeppsbrutna ungdomar och en underliggande melankolisk stämning. Den utspelas i upptakten till första världskriget och beskriver den tyska marinens aktiviteter för att försöka kontrollera sitt dåtida söderhavsimperium.
Den här berättelsen betraktas ibland som den första serieromanen. Vid sidan om sina konstnärliga kvalitéer bevisade dess framgångar att seriealbum på mer än 44 sidor kunde bli ekonomiskt lönsamma. Den var också en av de serier som 1978 ledde fram till förlaget Castermans skapande av den "litterära" vuxenserietidningen À Suivre. Historien har sedermera bearbetats i andra medier och bland annat presenterats som (text)roman, satts upp som teaterpjäs och blivit animerad långfilm (TV-film i fyra delar).

## Handling

### Bakgrund och översikt
Historien utspelar sig i och öster om Melanesien mellan november 1913 och januari 1915, vilket i serien Corto Malteses interna kronologi placerar den efter La Jeunesse de Corto Maltese och före Sous le signe du Capricorne. Den presenterar piraterna Rasputins och Corto Malteses och de två unga kusinerna Groovesnores irrande från ö till ö, samt olika underliga lokala sedvänjor, i upptakten på första världskriget. Historien tar sin början 1 november 1913, vid 155° öst och 6° syd – det vill säga ute i Salomonsjön utanför Bougainville. Därefter är man bland annat vid Kaiserine (Kaiserin-Augusta-Fluss, dagens Sepik), den stora floden i norra delen av då tyskkontrollerade östra Nya Guinea. Större delen av historien utspelas sedan på den undangömda, påhittade söderhavsön Escondida.

### Händelseutveckling
Berättelsen börjar med att piraten Rasputin plockar upp de skeppsbrutna unga kusinerna Pandora och Cain Groovesnore, i havet utanför Salomonöarna. Han hyser tankar på att kunna få ut pengar från de två ungdomarnas rika släktingar. En stund senare stöter man på en flotte med en fastbunden man. Det är Corto Maltese, en annan piratkapten vars besättning dagen före gjort myteri och lämnat honom ute på havet.
Corto Maltese plockas, efter viss tvekan, upp av Rasputins skepp; Rasputin och Corto Maltese är gamla bekanta och arbetar båda två för "Munken", en mystisk piratledare som alltid gömmer sitt ansikte under en munkkåpa. Enligt Pratts officiella historieskrivning har Corto under 1913 rest kors och tvärs genom södra Stilla havet och den sydostasiatiska övärlden, och bland annat besökt Surabaya, Samoa och Tonga. Under året blir han pirat och börjar arbeta för "Munken".
Under det kommande året rör sig Corto och Rasputin mellan det då tyska Nya Guinea, den likaledes tyska Bismarckarkipelagen och den påhittade ön Escondida. Ön sägs vara placerad vid 169° väst och 19° syd, nära Niue. På ön utspelas ett antal äventyrliga episoder där piraterna, delvis i tysk sold, och deras gisslan, tyska ubåtskaptener (Slütter), japaner, australiensare, lokalinvånare, simmande vägvisare (hajen Mao) och den märklige "Munken" alla spelar olika roller. 19 januari 1915 lämnar Corto och Rasputin Escondida och seglar iväg mot Pitcairn. Berättelsen avslutas med ett känslosamt farväl, inte minst mellan Corto och Pandora.

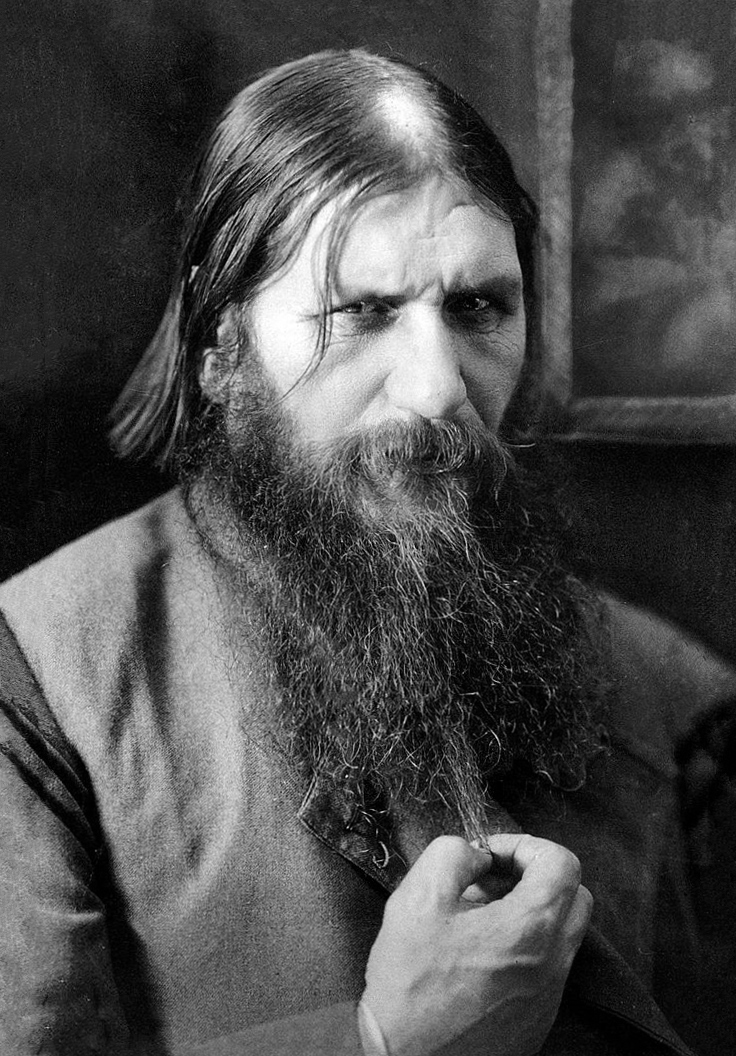
Piraternas oberäknelige ledare i Balladen om det salta havet har både namn och utseende gemensamt med den ryske mystikern Rasputin.

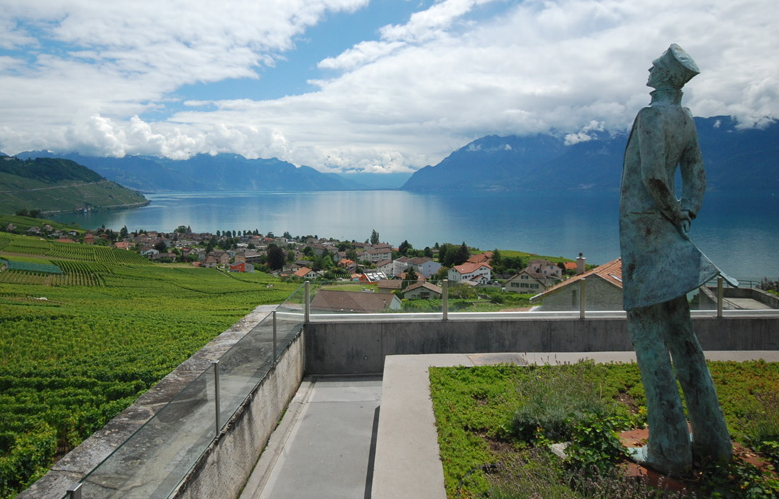
Rasputins kaparkollega är den venetianske äventyraren Corto Maltese (bild: staty i Grandvaux, Schweiz).

## Rollfigurer
- Rasputin (♂) – pirat. Han delar namn och utseende med den historiske Grigorij Rasputin, den "galne munken", men har i övrigt ingen koppling med honom. Seriefiguren Rasputin är en förslagen och oförutsägbar man som inte skyr några medel för att få sin vilja fram. Han deserterade ur den tsarryska armén under det rysk-japanska kriget, där han för första gången mötte Corto Maltese. Han talar ofta om att han vill döda Corto och verkar njuta av att se denne i underläge. Med tiden blir de två dock vänner.
- Pandora Groovesnore (♀) – tonåring och dotter till Thaddeus Groovesnore, en betydande vapenhandlare från Sydney, och brorsdotter till Ronald Groovesnore, viceamiral i Brittiska flottan. Efter att hennes fartyg Flickan från Amsterdam[e] sjunkit, plockas hon – tillsammans med sin kusin Cain – upp ur livbåten av Rasputins skepp. Tillsammans med honom och de andra av "Munkens" pirater blir de senare inblandade i upptakten på första världskriget. Pandora visar sig vara mogen för sin ålder och tappar inte fattningen, oavsett vilken situation hon hamnar i. Hon gör ett starkt intryck på Corto som kallar henne för "Vackra ädelsten"[f]. Pandora visar sig oförmögen att inleda en djupare relation med den vackre sjömanen, och deras förhållande förblir platonskt. Hon återkommer dock ofta i Cortos tankar under de kommande Corto Maltese-berättelserna.
- Cain Groovesnore (♂) – son till Ronald Groovesnore och kusin till Pandora, med vilken han färdas. Han försöker med alla medel undfly sina kidnappare, och dessa erfarenheter gör att han mognar och upptäcker värdet av att ha vänner.
- Corto Maltese (♂) – pirat i "Munkens" sold. Maltese är italienska för "maltesaren" och är ett tillnamn mer än ett efternamn. Han kallas ofta rätt och slätt Corto. Han är i historiens början en råbarkad och ovårdad pirat men får under berättelsens gång en alltmer mångfasetterad personlighet.
- Cranio (♂) – sjöman från Fiji som samarbetar med de vita. "Munken" har givit honom i uppdrag att övervaka vad den oberäknelige Rasputin tar sig för. Han när också en önskan att göra sitt folk fritt och skapa en stor melanesisk och polynesisk nation. Vid flera tillfällen riskerar han sitt liv för att rädda Pandora, Cain och Corto.
- Tarao (♂) – ung maorier från Nya Zeeland som Rasputin skonat vid en av sina räder, då Taraos nederländskt flaggade skepp bordades. Tarao har lärt sig en god engelska i skolan. Han blir nära vän med Corto. Tarao har goda navigeringskunskaper och drar sig inte för att använda hajar[g]  till att visa vägen ute på öppna havet.
- Christian Slütter (♂) – hedersmedveten[7] officerare (marinlöjtnant) på Kaiserliche Marine, den kejserliga tyska flottan. Han dras mot sin vilja in i piraternas värld och för befälet över en ubåt som enligt marinledningen ska biträda "Munken" i dennes kaparverksamhet. För att sona ett brott sänker han det brittiska fartyget Victoria. Detta leder till att han 19 januari 1915 avrättas av engelsmännen, anklagad för "förräderi, sjöröveri, mord, sabotage och spionage. Vidare har han gjort sig skyldig till att bära en nyzeeländsk uniform…"[8] Han bär sin stolthet ända in i döden, trots att han hade kunnat ägna sig åt utpressning gentemot britternas viceamiral Ronald Groovesnore.
- "Munken" (♂) – mystisk figur som alltid gömmer sitt ansikte under en munkkåpa. Han har en bakgrund som protestantisk präst men fråntogs på grund av slavhandel sin titel. Det sägs att han är 100 år gammal. Han leder sin piratflotta från hemmahamnen på den undangömda ön Escondida. Pandora och Cains ankomst till ön uppväcker gamla minnen hos honom och sår som ännu inte läkt. Hans märkliga beteende visar på en plågad själ.

## Historiens bakgrund

### En seriehjältes födelse
Hugo Pratt var 40 år när han i juni 1967 blev bekant med tidningsmannen Florenzo Ivaldi från Genua. Denne höll på att starta en ny serietidning – Sgt. Kirk (Il Sergente Kirk). Det första numret trycktes redan i juli, med de första nio sidorna av Una ballata del mare salato, skriven och tecknad av Pratt. I god äventyrsromantradition presenteras berättelsen med ett brev (återtryckt i svensk översättningen i det svenska albumet) som försöker ge berättelsen ett sken av sann historia. Brevet, daterat 16 juni 1965 och "avsänt från Chile", är adresserat till förläggaren Florenzo Ivaldi. Avsändaren är Obregon Carranza, som presenterar sig som systerson till Cain Groovesnore, en av figurerna i berättelsen. Carranza skriver i brevet att han anförtrott sin morbrors manuskript till herr Pratt.

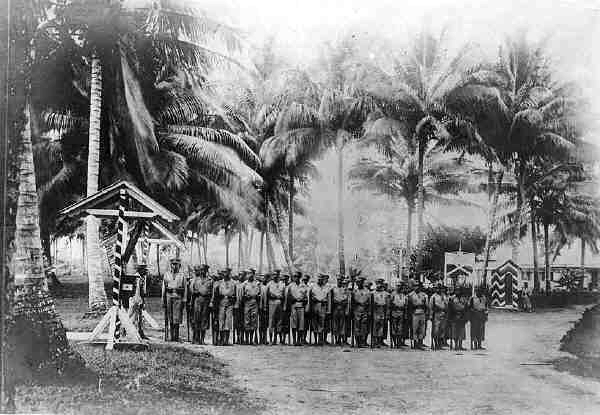
Delar av berättelsen utspelas på östra Nya Guinea, som vid första världskrigets utbrott var kejserligt tyskt territorium (fotot med uppställda rekryter är från 1910).

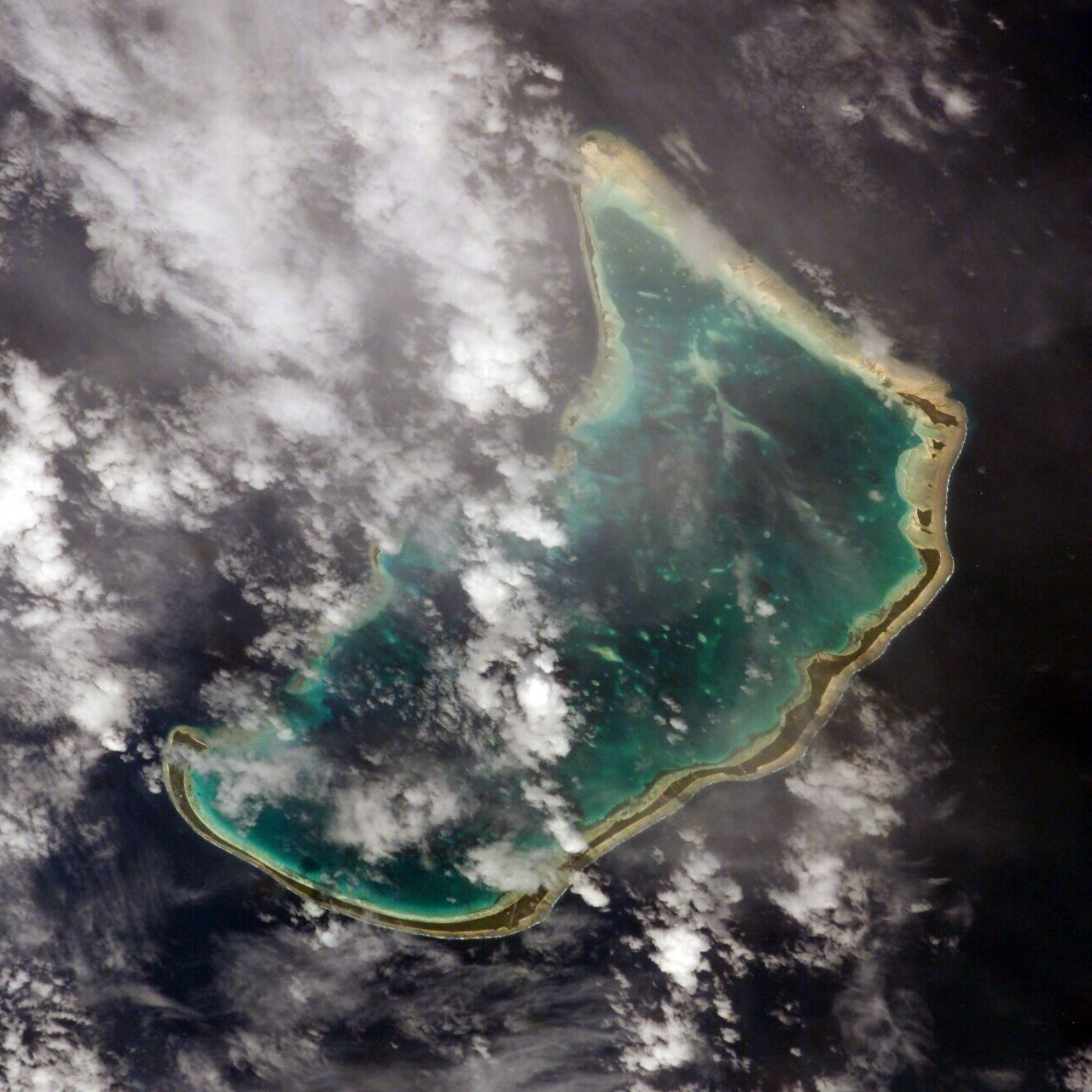
Den mikronesiska atollen Abaiang i nuvarande Kiribati (norr är till höger) var förebild för seriens Escondida.

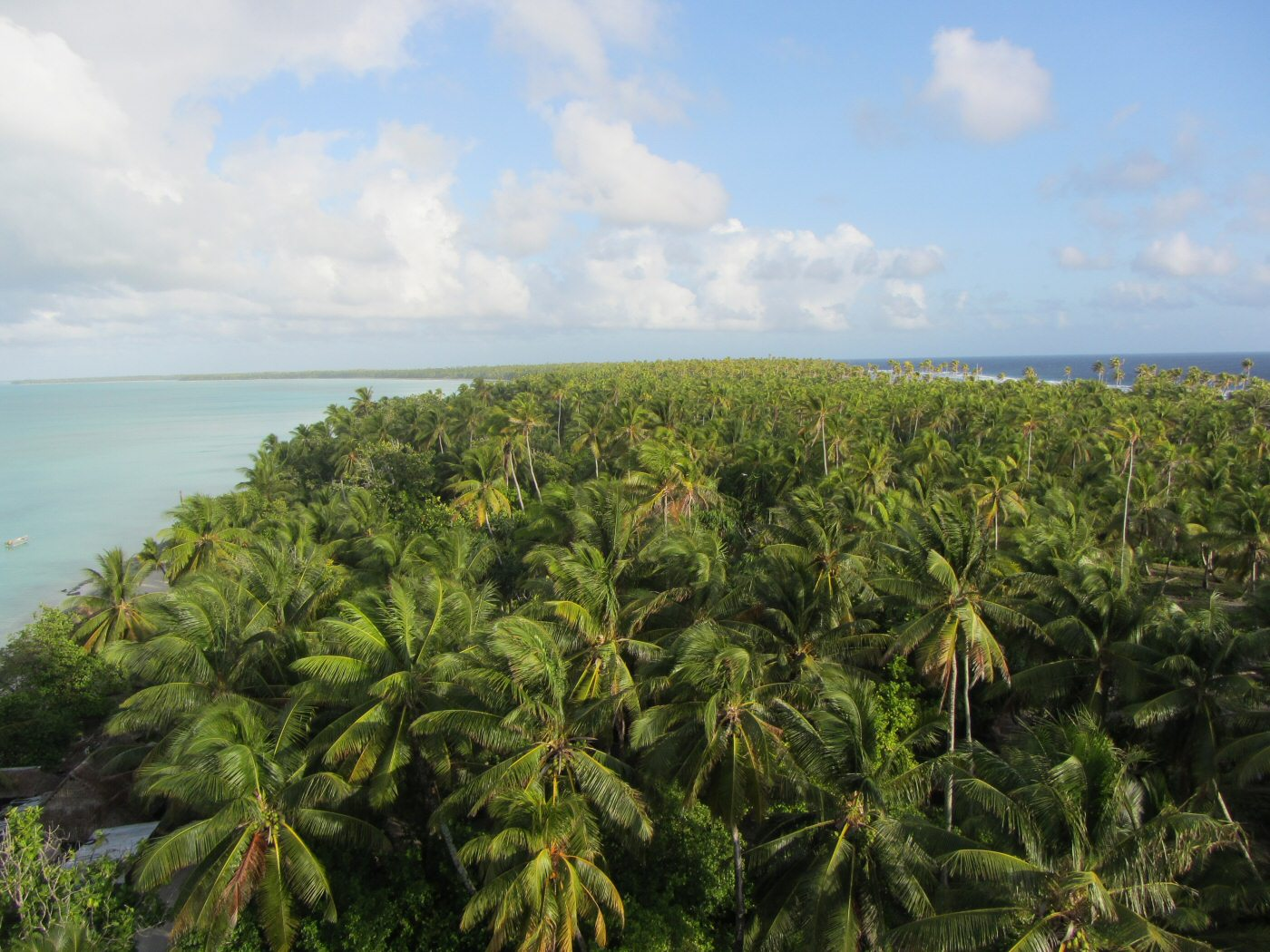
Atollen Abaiang är delvis tätt palmbevuxen, i likhet med Hugo Pratts sagoö Escondida.

Vid sidan av ett påhittat brev åtföljs berättelsen av en karta av Escondida. Hela kartografin är dock tagen från Kiribati-atollen Abaiang, något som den intervjuade Pratt villigt erkänt.
När det sista kapitlet i berättelsen publicerats, i februari 1969, anade Hugo Pratt inte att bifiguren Corto Maltese skulle komma att förvandlas till en av seriehistoriens riktigt mytiska hjältar. Serien återtrycktes året därpå i Corriere dei Piccoli, Italiens främsta barnpublikation, och kom i italienskt album i januari 1972, under den något modifierade titeln La ballata del mare salato.

### Inspirationskällor
Hugo Pratt har nämnt några filmer som främsta inspirationskällor till serien: 
- Kärlekens ö av F.W. Murnau (1931)
- Myteri av Frank Lloyd (med Clark Gable, 1935)
- Röda häxan av Edward Ludwig (med John Wayne, 1948), där inledningen presenterar en man fastbunden på en flotte ute på havet
- Äventyr på Fidji av Byron Haskin (med Burt Lancaster, 1954)
- Dödens djungel av Richard Brooks (med Peter O'Toole, 1965

Balladen om det salta havets stillahavstema har i snarlik form använts av författare som Robert Louis Stevenson, Joseph Conrad och Herman Melville.

## Bearbetningar

### Roman
1995 publicerades historien på italienska som Corto Maltese, i romanbearbetning skriven av Hugo Pratt själv. Den 286 sidor långa romanen publicerades på förlaget Giulio Einaudi.

### Film
Ända sedan 1970-talet har planer funnit på att göra om historien som långfilm med skådespelare. Både Alain Delon och David Bowie har varit tilltänkta i rollen som Corto Maltese, och Hugo Pratt önskade vid ett tillfälle att Christophe Lambert skulle ta hand om rollen. Mer än planer har det ännu inte blivit.
La Ballade de la mer salée producerades dock som en 90-minuter lång animerad film. Manuset var av Jean Pêcheux och regin av Richard Danto och Liam Saury, med Richard Berry (Corto Maltese), Patrick Bouchitey (Rasputin) och Barbara Schulz (Pandora) som franska originalröster. Produktionen originalsändes 2003 (i delar) på betal-TV-kanalen Canal+ – parallellt med att Corto Maltese i Sibirien blev en fransk animerad långfilm (delvis av samma producenter) – och kom samma år ut på fransk DVD.
TV-serien var del av en större animationsproduktion där även andra Corto Maltese-album animerades och sändes på Canal+. TV-serien kom därefter att distribueras på andra Canal+-bolag i olika sorters dubbningar. 2004 kom serien på svenska Canal+ – i engelsk (!) dubbning. Det är också den engelska dubbningen som finns i den svensktextade DVD-samlingsboxen från 2006, där Balladen-historien fått titeln Ballad of the salt sea.

### Teater
Juli 2003 blev albumhistorien producerad som teaterpjäs på Teatro Stabile di Innovazione i Venedig. Regissören Damiano Michieletto satte upp en historia där librettot var skrivet av Giancarlo Marinelli, i en produktion av Compagnia la Piccionaia i Carrara. I uppsättningen Una ballata del mare salato spelade Titino Carrara rollen som Corto Maltese.

## Priser och utmärkelser
- 1976 – Fauve d'Or vid Seriefestivalen i Angoulême
- 2012 – tredje plats på franska boktidskriften Lires listning av "50 viktiga serier"[18]

## Publiceringar
Serien har publicerats på minst 15 språk, varav en gång på svenska och tre gånger på engelska. Ursprungsversionen var i svart-vitt, men en färgversion slutfördes runt 1976. Senare har den på många språk givits ut i mindre, ombrutet format – antingen i färg eller i svart-vitt. På flera språk har även lyxutgåvor i stort format och med extramaterial tryckts. Den senaste engelskspråkiga utgåvan, en 256-sidig storpocket i färg (med sidlayouten omredigerad från fyrstripp till trestripp – godkänt av Pratt 1994), kom 2012. Utgivaren var förlaget Universe, ett dotterbolag till italienska Rizzoli.

### Ursprungspublicering
- (italienska) 1967–1969  – Una ballata del mare salato, i Sgt. Kirk, sv/v. Historien började i nummer 1 och återkom i nummer 4–20.

### Utgivning i album
- (italienska) 1972 – La ballata del Mare Salato, Mondadori, sv/v.[19]
  - 1976 – Una ballata del Mare Salato, Albatros, färg, stort format.
  - 1979 – Una ballata del Mare Salato, Mondadori, sv/v.
  - 1991 – La ballata del mare salato, Rizzoli/Milano Libri, färg.
  - 1997 – Una ballata del mare salato, Lizard, sv/v, pocket.
  - 1999 – Una ballata del mare salato, Lizard.
  - 2003 – Una ballata del mare salato - Favola di Venezia, Classici del fumetto di Repubblica.
  - 2006 – Una ballata del mare salato, Espresso, färg.
  - 2007 – Una ballata del mare salato, Lizard.
  - 2009 – Una ballata del mare salato, Lizard, sv/v, pocket.
  - 2009 – Una ballata del mare salato, Rizzoli Lizard, sv/v, pocket.
  - 2010 – Una ballata del mare salato, Rizzoli-Lizard. Upplaga såld via dagstidningar.
  - 2012 – Una ballata del mare salato, Rizzoli-Lizard, färg.
- (franska) 1975 – La Ballade de la Mer Salée, Casterman (Belgien), sv/v.[20]
  - 1987 – La Ballade de la Mer Salée, J'ai lu BD, sv/v, pocket.
  - 1989 – La Ballade de la Mer Salée, Casterman, färg.
  - 2001 – La Ballade de la Mer Salée, Casterman, sv/v.
  - 2005 – La Ballade de la Mer Salée, Casterman, färg.
  - 2005 – Corto – la ballade de la mer salée, Casterman, färg, pocket.
  - 2007 – La Ballade de la Mer Salée, Casterman, sv/v. ISBN 2203005793. Jubileumsversion (40 år).
  - 2010 – La Ballade de la Mer Salée, Casterman, sv/v, Collection BDDT.
  - 2010 – La Ballade de la Mer Salée, Casterman, färg, digital version (Kindle + BD-DVD).
  - 2011 – La Ballade de la Mer Salée, Casterman, färg.
  - 2012 – La Ballade de la Mer Salée, Casterman, sv/v.
- (spanska) 1975 – Corto Maltés, Ediciones Récord (Argentina), sv/v. 327 sidor med "La balada del mar salado" samt åtta andra historier.[21]
  - 1980 – La balada del mar salado, Nueva Frontera (Spanien).[22]
  - 2000 – La balada del mar salado, Norma Editorial (Spanien), Collección Corto Maltés.[23]
  - 2004 – Corto Maltés, Biblioteca Clarín de la Historieta (Argentina). La balada del mar salado plus Tango.
  - 2006 – La balada del mar salado, Norma (Spanien), färg.
  - 2007 – La balada del mar salado, Norma (Spanien), sv/v, stort format.
  - 2010 – La balada del mar salado, Norma (Spanien), färg, storpocket.
  - 2010 – Corto Maltés - La balada del mar salado, Clarín N (Argentina), färg, pocket. Publicerad som två pocketalbum.
- (danska) 1977 – Balladen om det fordømte hav, Interpresse.[24]
- (nederländska) 1979 – De ballade van de zilte zee, Casterman (Belgien).[25]
  - 1991 – De ballade van de zilte zee, Casterman.
  - 2011 – De ballade van de zilte zee, Casterman, sv/v.
- (portugisiska) 1982 – A Balada do Mar Salgado, Bertrand (Portugal), sv/v.[26]
  - 1983 – A Balada do Mar Salgado, L&PM (Brasilien), sv/v.[27]
  - 1996 – A balada do mar salgado, Meribérica-Líber (Portugal).
  - 2003 – A balada do mar salgado, Meribérica-Líber.
  - 2004 – A balada do mar salgado, Público (Portugal). Publicerad i tre delar.
  - 2006 – A balada do mar salgado, Pixel Media (Brasilien).
- (tyska) 1983 – Die Südseeballade, Carlsen.[28]
  - 1989 – Die Südseeballade, Carlsen.
  - 2005 – Die Südseeballade, Klassiker der Comic, färg.
- (svenska) 1985 – Balladen om det salta havet, Medusa, sv/v.[29]
- (finska) 1991 – Etelämerellä, Jalava.[30]
- (kroatiska) 1994 – Balada o slanome moru, Antibarbarus. Publicerad som tre album.[31]
- (engelska) 1996 – Ballad of the Salt Sea, Harvill (Storbritannien).[32]
  - 1997 – Ballad of the Salt Sea, NBM (USA) – tidning i 7 delar.[33]
  - 2012 – The Ballad of the Salt Sea, Universe, färg, storpocket.[34]
- (serbiska) 2000 – Balada o slanom moru, Komuna.[35]
- (polska) 2004 – Ballada o Słonym Morzu, Post.[36]
- (bokmål) 2006 – Balladen om det salte hav, Egmont Serieforlaget, Corto Maltese-boks 1.[37]
- (katalanska) 2011 – La balada de la mar salada, Norma Editorial, 256 sidor, färg, storpocket. ISBN 978-84-679-0403-1[38]